# Rezolucija Vijeća sigurnosti UN-a 1244
Rezolucija Vijeća sigurnosti Organizacije ujedinjenih naroda 1244 usvojena je 10. lipnja 1999. godine, odmah nakon završetka rata na Kosovu, kako bi se uspostavio temelj za stvaranje poratne kosovske uprave i određivanje budućeg političkog statusa Kosova.

## Sadržaj
Glavni ciljevi rezolucije 1244 su:
- Zahtjev da Savezna Republika Jugoslavija odmah prekine nasilje i represiju na Kosovu;
- Potpuno povlačenje s Kosova svih srpskih vojnih, policijskih i paravojnih snaga;
- Postavljanje Kosova pod privremenu upravu UN-a, UNMIK-a;
- Osnivanje mirovnih snaga KFOR, predvođenih NATO-om;
- Dopuštenje povratka dogovorenom broju srpskih kadrova za održavanje prisutnosti na srpskom nasljeđa i ključnim graničnim prijelazima;
- Uspostava privremene institucije lokalne samouprave na Kosovu;
- Potvrda suvereniteta i teritorijalnog integriteta Savezne Republike Jugoslavije (nasljedno Republike Srbije);
- Osiguranje sigurnog i neometanog povratka svih izbjeglica i prognanika u svoje domove na Kosovu, te osiguranje uvjeta za miran i normalan život za sve stanovnike Kosova;
- Zahtjev da Oslobodilačka vojska Kosova i druge naoružane skupine kosovskih Albanaca budu demilitarizirane;
- Ovlašćuje Ujedinjene narode za olakšavanje političkog procesa utvrđivanja budućeg statusa Kosova pri čemu treba uzeti u obzir Rambouillet sporazum, kojeg je Srbija odbila potpisati 1998., a koji poziva na "volju naroda Kosova".

## Vanjske poveznice
| Wikizvor | Engleski Wikizvor ima izvorni tekst na temu: United Nations Security Council Resolution 1244 |

- Potpun tekst rezolucije Vijeća sigurnosti UN-a 1244